# Enemy Lines
Enemy Lines è un film del 2020 diretto da Anders Banke.

## Trama
Una squadra di soldati viene mandata a recuperare uno scienziato missilistico dalle mani dei tedeschi.

## Distribuzione
Il film è stato distribuito nelle sale cinematografiche statunitensi a partire dal 24 aprile 2020.